# GSC 03549-02811
GSC 03549-02811 A（在太陽系外行星相關文件中稱為 TrES-2，又叫Kepler-1）是一個類似太陽的G型主序星。該顆恆星距離地球約718光年天龍座方向。其視星等11.41，代表該恆星必須要使用中型業餘望遠鏡等級以上望遠鏡在黑暗夜空中觀測。該恆星的年齡約50億年。

## 行星系統
2006年跨大西洋系外行星搜尋計畫以凌日法在該恆星周圍發現系外行星。該系統同時也在尋找太陽系外行星的克卜勒太空望遠鏡的視野中。該行星系統持續被其他計畫觀測並持續得知該系統參數。該行星系統的軌道參數：
| 成員 (依恆星距離) | 质量           | 半長軸 (AU)     | 轨道周期 (天)   | 離心率 | 傾角 | 半径 |
| ----------------- | -------------- | --------------- | --------------- | ------ | ---- | ---- |
| TrES-2b           | 1.199±0.052 MJ | 0.03556±0.00075 | 2.47063±0.00001 | 0      | —    | —    |

雖然 TrES-2b 目前是最暗的恆星（所反射的光量不到入射光的1%），它仍然有暗紅的光芒。一般假設該行星被其母星潮汐鎖定。

## 聯星
2008年時有一個對使用較小望遠鏡以凌日法發現系外行星的14顆恆星的研究。這些行星系統使用在西班牙卡拉阿托天文台（Calar Alto Observatory）的口徑2.2公尺望遠鏡進行觀測。該系統和其他兩個系統都發現了之前未知的聯星系統。之前未被發現的伴星是星等15等的K型主序星，距離主星232天文單位，在影像中相當於1角秒。該發現造成行星和其木星的參數重新計算，並和先前有明顯不同。

## 克卜勒任務

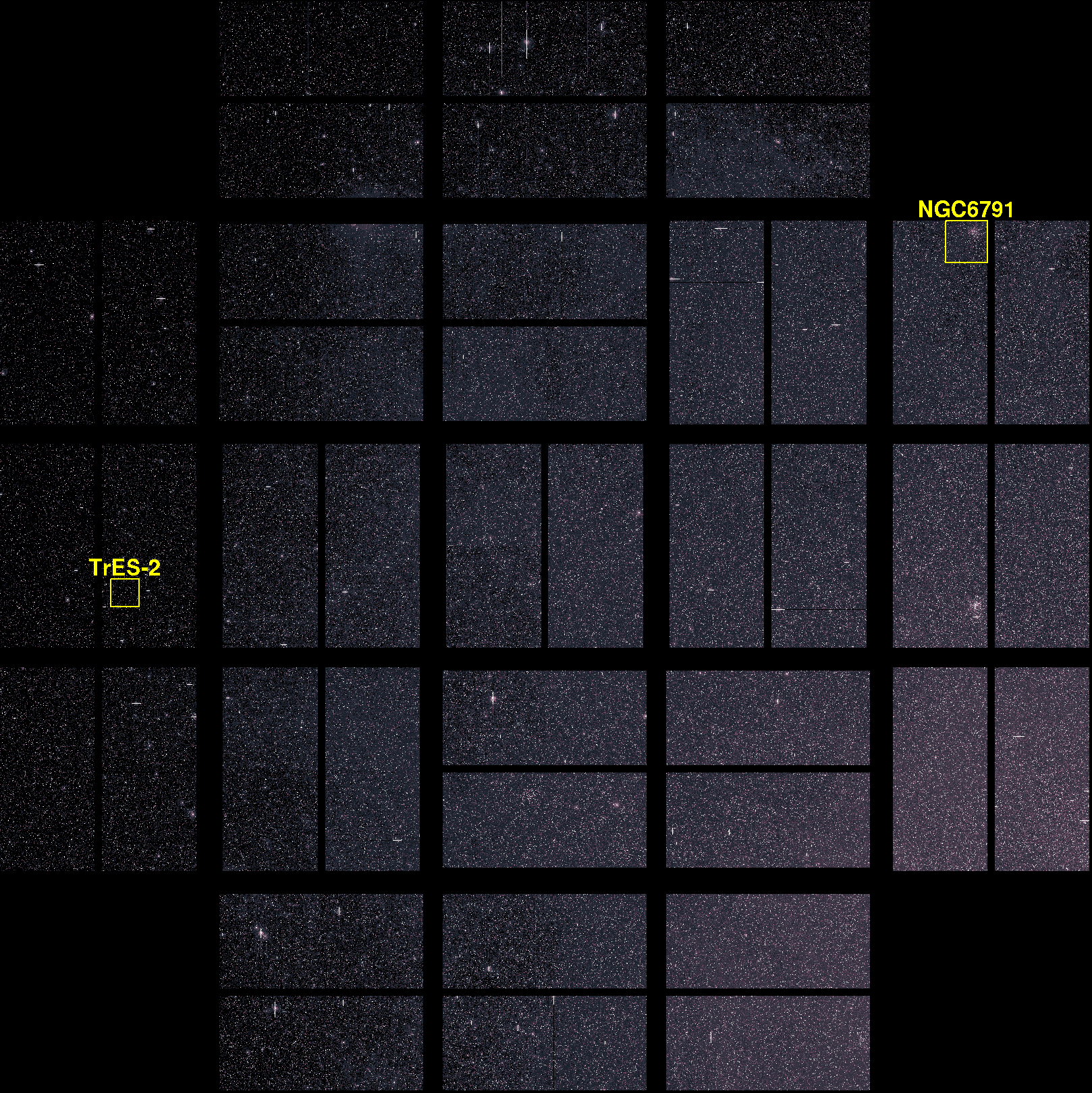
TrES-2b 和另一個觀測候選點在克卜勒太空望遠鏡視野概要圖。天球北方是向左下角。

2009年 NASA 發射克卜勒太空望遠鏡。該太空望遠鏡在日心軌道上使用凌日法搜尋太陽系外行星；同年4月該望遠鏡團隊發布了第一道光影像，TrES-2b 是該影像中兩個高亮度的目標。雖然 TrES-2b 並非視野中唯一已知太陽系外行星，它卻是第一道光影像的視野中唯一可辨認的天體。該天體對於校準和檢查是相當重要的。

## 外部連結
- . multimedia/images. NASA. 2009-04-16  [2009-04-28]. （原始内容存档于2013-04-07）.
- . Exoplanets.   [2009-04-28]. （原始内容存档于2009-11-25）.